# باندا للأمن
باندا للأمن هي شركة برمجيات للأمن السيبراني إسبانية فرنسية. العرض الأساسي الذي تقدمه باندا للأمن هو برامج مكافحة الفيروسات وبرامج الأمن السيبراني الأخرى. يتضمن ذلك منتجات وخدمات الأمان للشركات والمستخدمين المنزليين، بالإضافة إلى أدوات الحماية للأنظمة والشبكات والبريد الإلكتروني وغيرها من المعلومات الخاصة . في عام 2015، كانت الشركة هي عاشر أكبر بائع لبرامج مكافحة الفيروسات في جميع أنحاء العالم، بنسبة 2.0% من السوق. اعتبارًا من أغسطس 2024، أفادت شركة باندا للأمن بوجود أكثر من 600 موظف.
في عام 2005، كانت شركة باندا للأمن رابع أكبر بائع لبرامج مكافحة الفيروسات في جميع أنحاء العالم، بنسبة 3.2% من السوق. في نوفمبر 2015، قامت OPSWAT بقياس حصة باندا للأمن في السوق ووجدت أنها 3.6%. أعلنت الشركة، التي كانت أسهمها مملوكة سابقًا بنسبة 100% لميكيل أوريزابارينا ، في 24 أبريل 2007، بيع 75% من أسهمها لمجموعة الاستثمار في جنوب أوروبا Investindustrial وشركة الأسهم الخاصة Gala Capital. في 30 يوليو 2007، غيرت الشركة اسمها من Panda Software إلى باندا للأمن وتم استبدال Urizarbarrena بـ Jorge Dinares. وبعد مرور عام تقريبًا، في 3 يونيو 2008، وفي ظل تراجع المبيعات، صوت مجلس الإدارة على استبدال ديناريس بخوان سانتانا، الرئيس التنفيذي. استقال سانتانا في سبتمبر 2011 وتم استبداله بخوسيه سانشو كرئيس تنفيذي بالإنابة. في فبراير 2018، تم تعيين خوان سانتاماريا رئيسًا تنفيذيًا لشركة باندا للأمن بعد أن شغل منصب المدير العام.
وتفيد التقارير بأن الشركة تدير شركات تابعة في العديد من البلدان مثل إيطاليا وسويسرا وألمانيا والنمسا وبلجيكا وهولندا وفرنسا والمملكة المتحدة والسويد وفنلندا وإسبانيا واليابان. بالإضافة إلى ذلك، لديها امتيازات في 44 دولة أخرى. نقلت الشركة الفرعية في الولايات المتحدة مقرها الرئيسي إلى أورلاندو بولاية فلوريدا في عام 2009.
في أواخر عام 2009، أقامت شركة باندا للأمن شراكة مع Web of Trust للمساعدة في محاربة الحرب ضد الفيروسات.
كانت شركة باندا متورطة سابقًا في دعوى قضائية مع أحد شركائها في القنوات، شركة External Technologies, Inc. في عام 2013، انتصرت شركة باندا في هذه الدعوى القضائية، وحصلت على حكم يتجاوز 100000 دولار أمريكي، وفازت بجميع المطالبات التي قدمتها شركة External ضد شركة باندا. في 3 أغسطس 2010، أعلن الرئيس التنفيذي لشركة باندا علنًا عن موقع مكتب جديد في مينلو بارك ، كاليفورنيا، عبر حسابه على تويتر .
في عام 2012، كانت الشركة عاشر أكبر بائع لبرامج مكافحة الفيروسات في جميع أنحاء العالم، بنسبة 2.0% من السوق.
في مارس 2020، أعلنت شركة WatchGuard لأمن الشبكات ومقرها سياتل أنها دخلت في اتفاقية للاستحواذ على باندا للأمن.